# Đảng sâm nam
Đảng sâm nam hay đảng sâm, sâm dây, đẳng sâm (danh pháp khoa học: Codonopsis javanica) là loài thực vật có hoa trong họ Hoa chuông. Loài này được (Blume) Hook.f. & Thomson mô tả khoa học đầu tiên năm 1855.